# دستجرد (شاهرود)
دستجرد، یک روستا در ایران است که در دهستان بیارجمند شهرستان شاهرود واقع شده است.

## وجه تسمیه
دستگرد. [دَ گ ِ] (اِ) دسکره. دستجرد. قریه. || زمین هموار. || زمین و ملک زراعتی. || بنایی مانند کوشک که گرد آن خانه‌ها باشد.
دستگرد به چم (معنی) «دست‌ساخت» است و در آغاز به‌آبادی‌های تازه بنیاد گفته می‌شد و در زمان ساسانیان در معنای زمین‌های شاهی کاربرد یافت. همچنین در فرهنگ فارسی معین، دستگرد به چم زمین پست وهموار و در لغت نامه دهخدا، به زمین هموار، زمین وملک زراعی و بنائی مانند کوشک که خانه‌ها به دور آن باشد، نوشته شده است. بیشتر نقاطی که در ایران و کشورهای پیرامون آن با نام‌های دستگرد و دستجرد معروفند، همان زمین‌های شاهی ساسانی هستند و این گواه پیشینه کهن این آبادیها در ایران است.

## جمعیت
روستای دستجرد بر اساس سرشماری نفوس و مسکن سال ۱۳۹۰، ۳۰۵ تن جمعیت دارد.
۱۲۳ خانوار در آن زندگی می‌کنند که شامل ۱۴۴مرد (۴۷/۵ درصد) و ۱۶۱ زن (۵۲/۵ درصد) است.

## پیشینه دستجرد
شاید بتوان دستجرد یا دستگرد را بازمانده یک شهر بزرگ دانست چراکه بر اساس کاوش‌های انجام شده در حوالی آن به شهری باستانی به نام حرحره می‌رسیم که اکنون تنها خرابه‌ای از آن به صورت یک تپه باستانی برجا مانده است.
تپه حرحره مربوط به هزاره اول ق. م است و در شهرستان شاهرود، بخش بیارجمند، دهستان بیارجمند، جنوب روستای دستجرد واقع شده و این اثر در تاریخ ۷ اسفند ۱۳۸۶ با شمارهٔ ثبت ۲۱۴۱۳ به‌عنوان یکی از آثار ملی ایران به ثبت رسیده است.
از سوی دیگر با توجه به نام این روستا گمانه‌هایی دربارهٔ وجود دژی ساسانی در گذشته زده می‌شود.
همچنین آثار بجا مانده از گذشته و به ویژه مسجد جامع روستا که متعلق به دوره صفوی است نشان می‌دهد که این روستا پیشینه‌ای کهن دارد.
از آنجا که دستجرد در مسیر شاهراهی ایران قرار دارد، از گذشته‌های دور یکی از روستاهای مهم منطقه بوده و نقش روستای محور و مرکزی را داشته. وسعت روستا و جمعیت آن خود گواه این امر است.
شاید به همین دلیل دستجرد مورد توجه دولت و حکومت مرکزی بوده و حکام آن به صورت مستقیم از مرکز تعیین می‌شدند.
با روی کار آمدن دولت پهلوی و سرو سامان پیدا کردن نسبی ادارات و وزارت کشور (وزارت داخله وقت) توجه بیشتری به حکام محلی شد و روستای دستجرد هم ازین قاعده مستثنی نبود.
نخستین حاکم یا نایب الحکومه که با حکم رسمی از سوی دولت پهلوی به نیابت در منطقه بیارجمند برگزیده شد «حاج نایب علی خان حیدری» بود که شاید بتوان اورا مهم‌ترین عامل رشد روستای دستجرد و آبادی‌های اطراف دانست. هرچند که وی و نیاکانش پیشتر هم توسط حکومت قاجار اداره امور را عهده‌دار بودند.

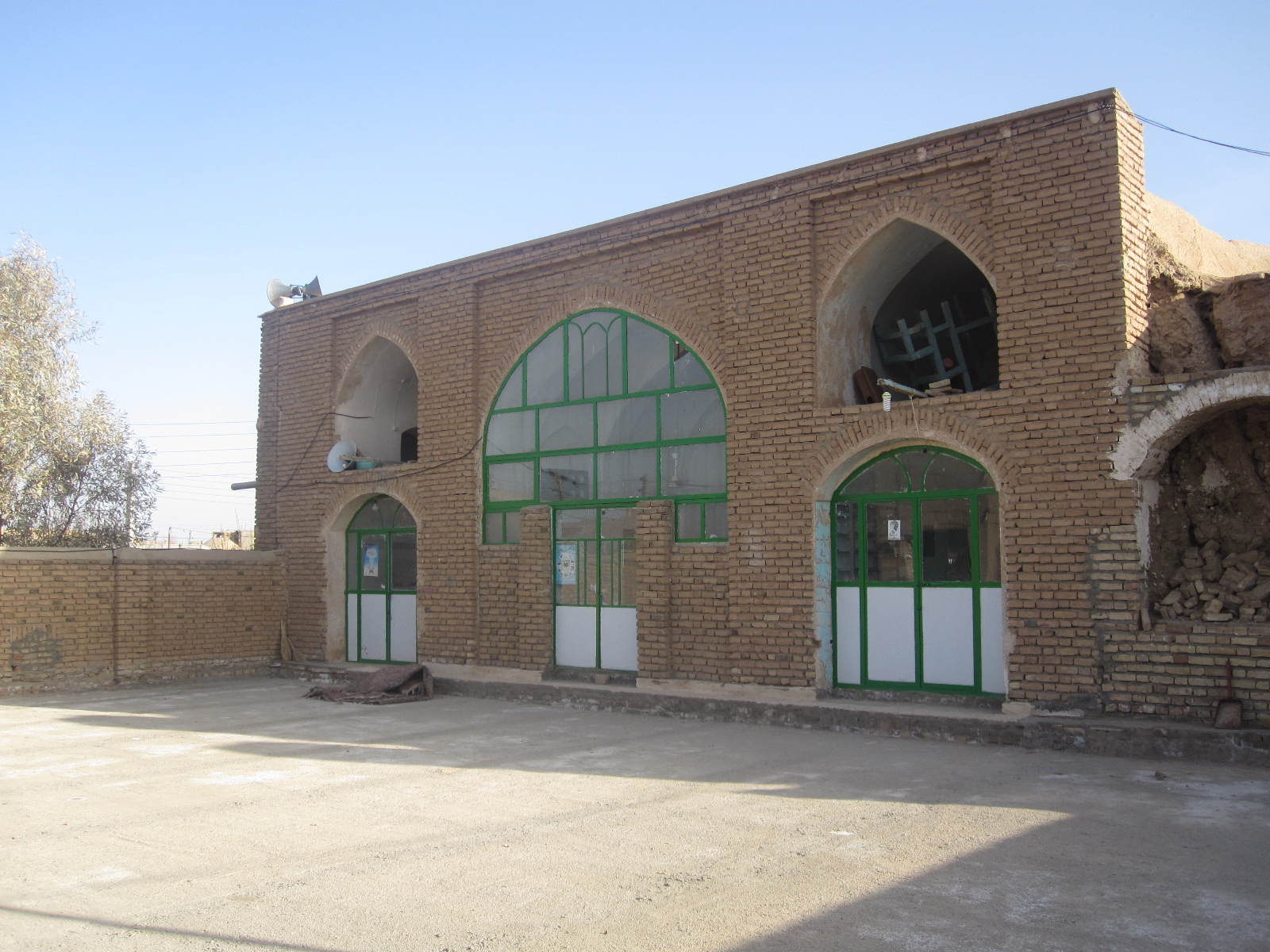
مسجد جامع دستجرد (دوره صفوی)

روستای دستجرد در ۳۰ کیلومتری شرقی شهر بیارجمند در بلندی ۱۰۱۵ متری از سطح دریا قرار دارد.
در کتاب فرهنگ جغرافیایی ایران جلد سوم دربارهٔ دستجرد چنین می‌خوانیم:
دستجرد. [دَ ج ِ] (اِخ) دهی است جزء دهستان مرکزی بخش بیارجمندشهرستان شاهرود. واقع در سه هزارگزی خاور بیار و راه فرعی به عباس‌آباد با ۱۱۰۰ تن سکنه [درآن تاریخ]. آب آن از قنات و راه آن مالرو است.

## شغل
شغل اصلی مردم دستجرد، کشاورزی و دامداری است.

## نگارخانه

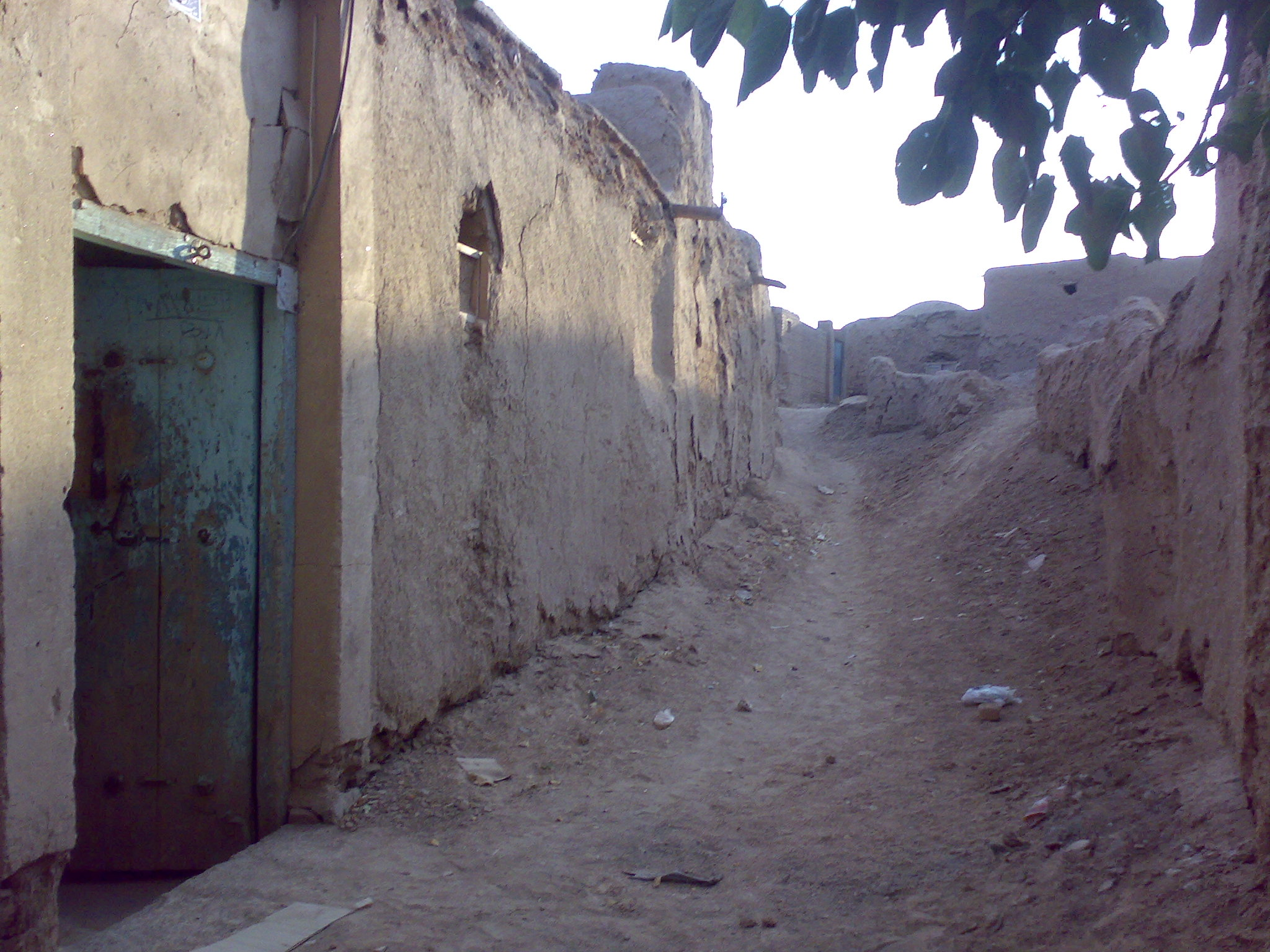
کوچه ای در روستای دستجرد

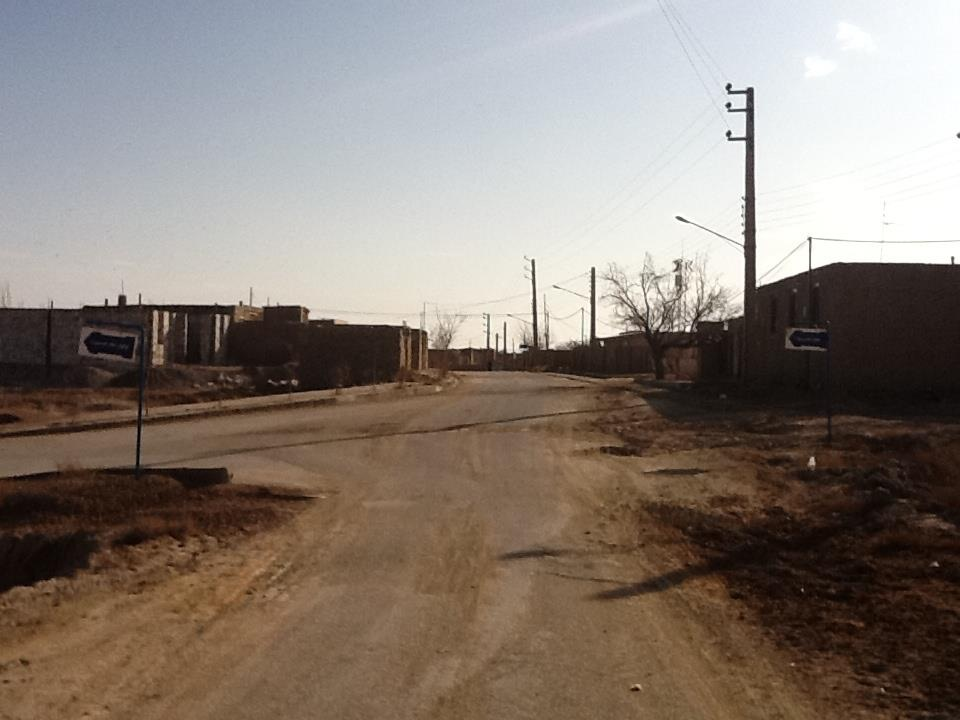
ورودی روستای دستجرد

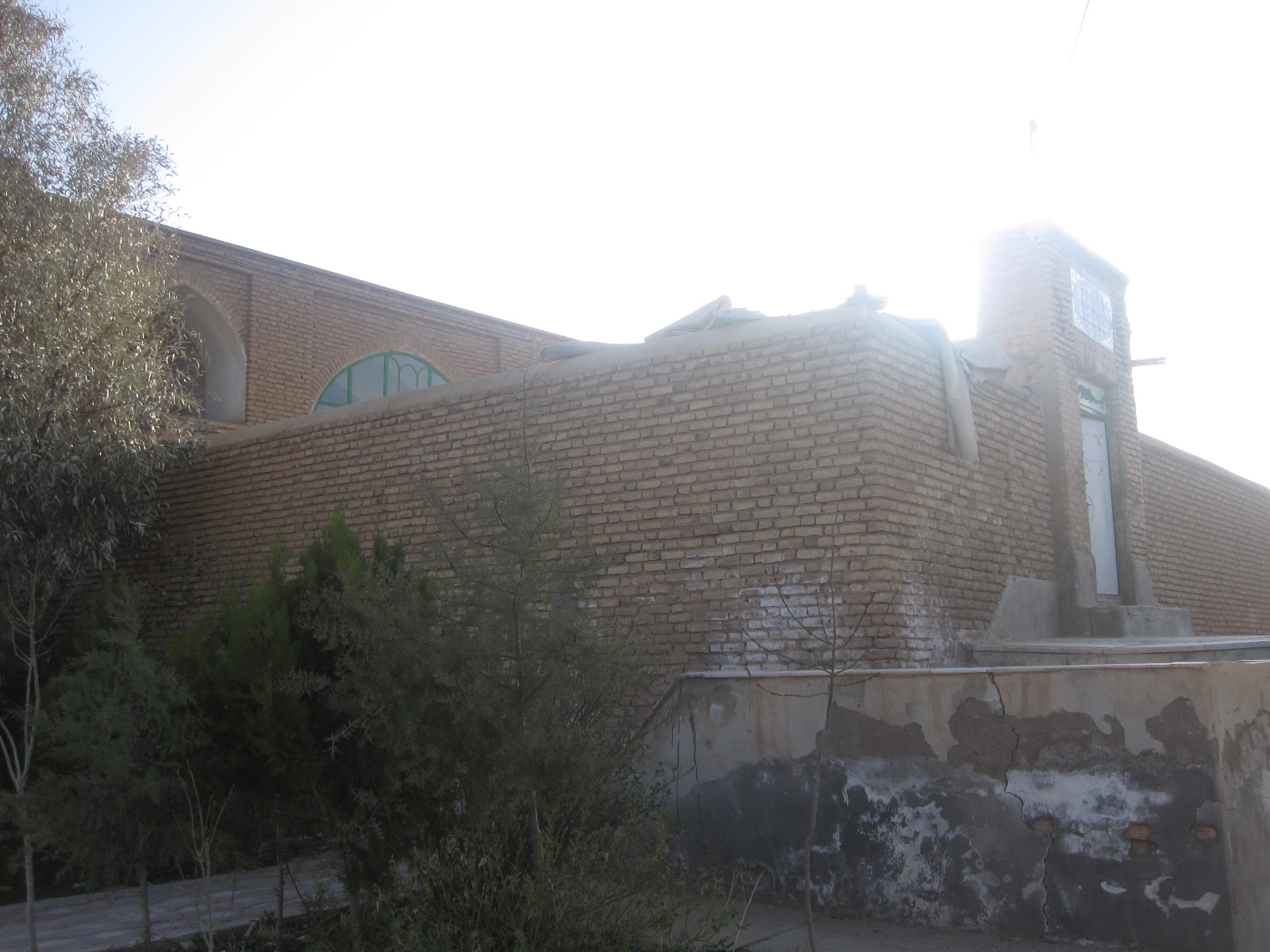
مسجد جامع دستجرد

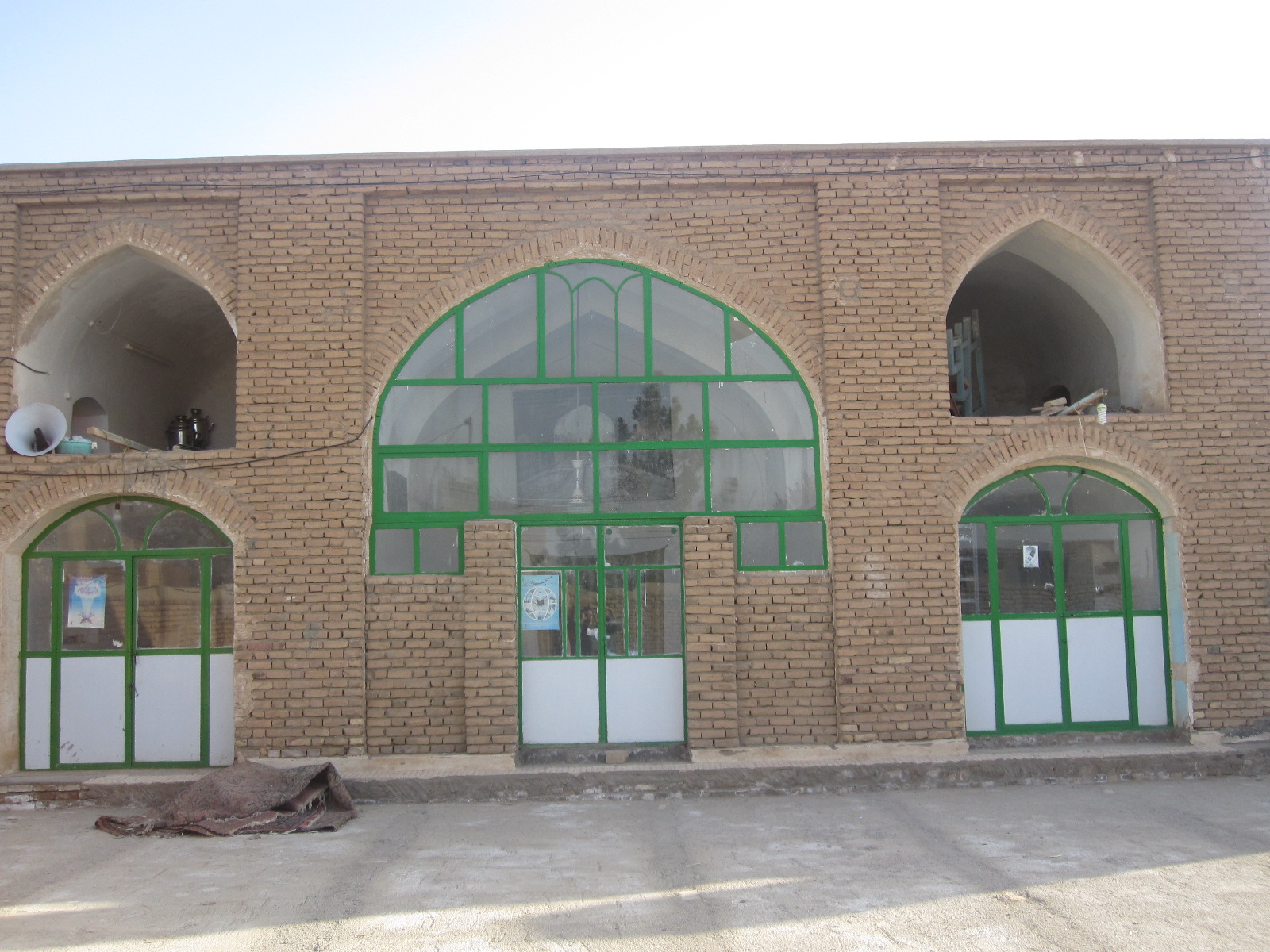
مسجد جامع دستجرد